# Pascale Trinquet
Pascale Marie Odette Marcelle Trinquet-Hachin (ur. 11 sierpnia 1958 w Marsylii) – francuska florecistka, trzykrotna medalistka olimpijska i brązowa medalistka mistrzostw świata.
Na igrzyskach olimpijskich w Moskwie w 1980 roku wywalczyła złoty medal w turnieju indywidualnym. W fazie finałowej wygrała 4 z 5 walk i wyprzedziła Węgierkę Magdę Maros i Polkę Barbarę Wysoczańską. Na tej samej imprezie reprezentacja Francji w składzie: Pascale Trinquet, Brigitte Latrille-Gaudin, Christine Muzio, Isabelle Boéri-Bégard i Véronique Brouquier także zdobyła złoty medal. Na rozgrywanych cztery lata później igrzyskach olimpijskich w Los Angeles wspólnie z Laurence Modaine-Cessac, Brigitte Latrille-Gaudin, Véronique Brouquier i Anne Meygret wywalczyła drużynowo brązowy medal. W rywalizacji indywidualnej tym razem nie startowała.
Podczas mistrzostw świata w Barcelonie w 1985 roku wywalczyła brązowy medal w turnieju indywidualnym. Wyprzedziły ją tylko dwie reprezentantki RFN: Cornelia Hanisch i Sabine Bischoff.
Była mistrzynią Francji (1979 i 1980).
Jej siostra Véronique Trinquet, także uprawiała szermierkę.